# جرج لوکاس
جرج والتون لوکاس جونیور (انگلیسی: George Walton Lucas Jr.؛ زادهٔ ۱۴ مهٔ ۱۹۴۴) کارگردان، تهیه‌کننده، فیلم‌نامه‌نویس و کارآفرین آمریکایی است. او بیشتر برای خلق فرنچایزهای جنگ ستارگان و ایندیانا جونز و تأسیس کمپانی‌های لوکاس‌فیلم، لوکاس‌فیلم گیمز و اینداستریال لایت اند مجیک شناخته شده‌است. او تا سال ۲۰۱۲ رئیس کمپانی لوکاس‌فیلم بود و در نهایت این کمپانی را به شرکت والت دیزنی فروخت. لوکاس یکی از موفق‌ترین فیلم‌سازان تجاری در تاریخ است و نامزد دریافت چهار جایزهٔ اسکار شده‌است. فیلم‌های او با توجه به تورم در میان ۱۰۰ فیلم پرفروش گیشهٔ آمریکای شمالی قرار گرفته‌اند. لوکاس یکی از مهم‌ترین چهره‌های جنبش هالیوود نو در قرن بیستم و از پیشگامان بلاکباستر مدرن محسوب می‌شود.
لوکاس در سال ۱۹۶۷ از دانشگاه کالیفرنیای جنوبی فارغ‌التحصیل شد و سپس با مشارکت فیلم‌ساز، فرانسیس فورد کوپولا، کمپانی امریکن زوتروپ را تأسیس کرد. او فیلم تی‌اچ‌اکس ۱۱۳۸ را نوشت و کارگردانی کرد. این فیلم بر پایهٔ فیلمی کوتاه در دوران دانشجویی خود ساخته شده بود که با تحسین منتقدان همراه بود اما با شکست تجاری مواجه شد. کار بعدی او نویسندگی و کارگردانی فیلم دیوارنویسی آمریکایی (۱۹۷۳) بود که از جوانی او در اوایل دههٔ ۱۹۶۰ مودستو، کالیفرنیا الهام گرفته بود. او این فیلم را از طریق لوکاس‌فیلم ساخت که در همان زمان تأسیس شده بود. دیوارنویسی آمریکایی از لحاظ نظر منتقدان و تجاری موفق بود و نامزد دریافت پنج جایزهٔ اسکار از جمله جایزهٔ بهترین کارگردانی و بهترین فیلم شد.
پروژهٔ بعدی لوکاس فیلم اپرای فضایی و حماسی جنگ ستارگان (۱۹۷۷) بود که با مراحل ساخت دشواری همراه بود اما در نهایت به یک موفقیت غافل‌گیرانه بدل شد. این فیلم در آن زمان پرفروش‌ترین فیلم تاریخ شد و برندهٔ شش جایزهٔ اسکار نیز شد. جنگ ستارگان تبدیل به یک پدیدهٔ فرهنگی شد. در پی موفقیت این فیلم، دو دنباله با عنوان‌های امپراتوری ضربه متقابل می‌زند (۱۹۸۰) و بازگشت جدای (۱۹۸۳) پدید آمد که لوکاس در نوشتن داستانشان مشارکت داشت. او به‌همراه استیون اسپیلبرگ فیلم‌های ایندیانا جونز را خلق، تهیه‌کنندگی و نویسندگی کرد: مهاجمان صندوق گمشده (۱۹۸۱)، ایندیانا جونز و معبد مرگ (۱۹۸۴)، ایندیانا جونز و آخرین جنگ صلیبی (۱۹۸۹) و ایندیانا جونز و قلمروی جمجمه بلورین (۲۰۰۸). لوکاس همچنین برای همکاری با آهنگساز، جان ویلیامز، شناخته شده‌است و با او در همهٔ فیلم‌های جنگ ستارگان و ایندیانا جونز همکاری کرده‌است. او میان سال‌های ۱۹۷۰ تا ۲۰۱۰ از طریق لوکاس‌فیلم تهیه و نوشتن انواع فیلم‌ها و مجموعه‌های تلویزیونی را بر عهده داشت.
لوکاس در سال ۱۹۹۷، سه‌گانهٔ جنگ ستارگان را به عنوان بخشی از یک نسخهٔ ویژه با چندین تغییر منتشر کرد؛ نسخه‌های رسانه‌های خانگی این سه‌گانه با تغییرات بیشتر در سال ۲۰۰۴ و ۲۰۱۱ منتشر شد. او با ساخت سه‌گانهٔ پیش‌درآمد جنگ ستارگان متشکل از فیلم‌های جنگ ستارگان: قسمت اول – تهدید شبح (۱۹۹۹)، جنگ ستارگان: قسمت دوم – حمله کلون‌ها (۲۰۰۲) و جنگ ستارگان: قسمت سوم – انتقام سیت (۲۰۰۵) به فعالیت در مقام کارگردانی بازگشت. او در ساخت مجموعهٔ تلویزیونی پویانمایی سی‌جی‌آی جنگ ستارگان: جنگ‌های کلون (۲۰۰۸–۲۰۱۴، ۲۰۲۰)، فیلم جنگی دم‌قرمزها (۲۰۱۲) و فیلم سی‌جی‌آی جادوی عجیب (۲۰۱۵) نیز مشارکت داشته‌است.

## زندگی شخصی
در سال ۱۹۶۹، لوکاس با تدیونگر فیلم مارسیا لو گریفین (مارسیا لوکاس) ازدواج کرد، که برای کار تدوین خود در فیلم اصلی جنگ ستارگان(۱۹۷۷)، برنده جایزه اسکار شد. آنها دختری به نام آماندا لوکاس را در سال ۱۹۸۱ به فرزندی پذیرفتند و در سال ۱۹۸۳ طلاق گرفتند.
لوکاس متعاقباً دو فرزند دیگر را به عنوان یک والد تنها به فرزندی پذیرفت: دختر کیتی لوکاس، متولد ۱۹۸۸، و پسر جت لوکاس، متولد ۱۹۹۳. سه فرزند بزرگ او همگی در سه پیش‌درآمد جنگ ستارگان ظاهر شدند، همان‌طور که خود لوکاس نیز این کار را انجام داد. پس از طلاق، لوکاس در سال ۱۹۸۰ با خواننده لیندا رونستاد رابطه داشت.
در سال ۲۰۰۶، لوکاس شروع به قرار گذاشتن با ملودی هابسون، رئیس بخش سرمایه‌گذاری شرکت انیمیشن سازی دریم ورکس کرد، سرانجام درسال ۲۰۱۳ خبر ازدواج آنها اعلام شد و ازدواج در ۲۲ ژوئن ۲۰۱۳، در مزرعه اسکای واکر لوکاس در شهرستان مارین، کالیفرنیا برگزار گردید. آنها یک دختر با هم دارند که از طریق رحم اجاره ای در اوت ۲۰۱۳ به دنیا آمد.
لوکاس در خانواده ای متدیست به دنیا آمد و بزرگ شد. مضامین مذهبی و اسطوره‌ای در جنگ ستارگان از علاقه لوکاس به نوشته‌های اسطوره‌شناس جوزف کمپل الهام گرفته شده بود، و او در نهایت به شدت با فلسفه‌های مذهبی شرقی که مطالعه می‌کرد و در فیلم‌هایش گنجانده بود، همذات پنداری کرد. الهام بخش اصلی برای " نیرو ". به نقل از خود لوکاس گفته شده که دین او " متدیست بودایی " است. او اکنون ساکن شهرستان مارین است.
لوکاس یکی از کلکسیونرهای اصلی تصویرگر و نقاش آمریکایی نورمن راکول است. مجموعه‌ای از ۵۷ نقاشی و طراحی راکول متعلق به لوکاس و استیون اسپیلبرگ، مجموعه‌دار و کارگردان فیلم راکول، از ۲ ژوئیه ۲۰۱۰ تا ۲ ژانویه ۲۰۱۱ در موزه هنر آمریکایی اسمیتسونیان در نمایشگاهی با عنوان داستان‌گویی به نمایش گذاشته شد.
لوکاس گفته‌است که از طرفداران سریال تلویزیونی موفق فمیلی گای (Family Guy) است. مک فارلین گفته‌است که لوکاس فیلم زمانی که خدمه Family Guy می‌خواستند از آثارشان را تقلید کنند بسیار به آنها کمک کرده‌اند.
لوکاس از هیلاری کلینتون، نامزد دموکرات‌ها در انتخابات ریاست جمهوری ۲۰۱۶ آمریکا حمایت کرد.
برآورد مجلهٔ فوربز از دارایی‌های جورج لوکاس تا سال ۲۰۱۶ حدود ۴٬۵ میلیارد دلار است.

## فعالیت‌های خیریه و آموزشی
لوکاس در سال ۱۹۹۱ بنیاد آموزشی خود را با نام George Lucas Educational Foundation تأسیس کرد. این بنیاد با پروژه‌هایی مانند Edutopia به ارتقای آموزش در مدارس ایالات متحده از طریق یادگیری مبتنی بر پروژه، ارزیابی جامع، و توسعهٔ حرفه‌ای معلمان می‌پردازد.
در سال ۲۰۰۶، لوکاس مبلغ ۱۷۵ میلیون دلار به دانشگاه کالیفرنیای جنوبی اهدا کرد تا از آموزش و پژوهش در زمینهٔ هنرهای سینمایی حمایت کند.

## فیلم‌شناسی

### فیلم‌های بلند
| عنوان                                   | سال  | تهیه‌کننده اجرایی | فیلم‌نامه‌نویس | کارگردان | توضیحات            |
| --------------------------------------- | ---- | ---------------- | ------------ | -------- | ------------------ |
| تی‌اچ‌اکس ۱۱۳۸                            | ۱۹۷۱ | نه               | آری          | آری      | همچنین تدوین‌گر     |
| دیوارنویسی آمریکایی                     | ۱۹۷۳ | نه               | آری          | آری      | [ ۶ ]              |
| جنگ ستارگان                             | ۱۹۷۷ | آری              | آری          | آری      |                    |
| دیوارنگاری بیشتر آمریکایی               | ۱۹۷۹ | آری              | نه           | نه       | [ ۷ ]              |
| کاگه‌موشا                                | ۱۹۸۰ | آری              | نه           | نه       | نسخهٔ بین‌المللی     |
| امپراتوری ضربه متقابل می‌زند             | ۱۹۸۰ | آری              | داستان       | نه       |                    |
| مهاجمان صندوق گمشده                     | ۱۹۸۱ | آری              | داستان       | نه       |                    |
| بازگشت جدای                             | ۱۹۸۳ | آری              | آری          | نه       |                    |
| Twice Upon a Time                       | ۱۹۸۳ | آری              | نه           | نه       |                    |
| ایندیانا جونز و معبد مرگ                | ۱۹۸۴ | آری              | داستان       | نه       |                    |
| میشیما: یک زندگی در چهار بخش            | ۱۹۸۵ | آری              | نه           | نه       |                    |
| هزارتو                                  | ۱۹۸۶ | آری              | نه           | نه       |                    |
| هاوارد اردکه                            | ۱۹۸۶ | آری              | نه           | نه       |                    |
| پواکوساتسی                              | ۱۹۸۸ | آری              | نه           | نه       | فیلم مستند         |
| بید                                     | ۱۹۸۸ | آری              | داستان       | نه       |                    |
| تاکر: مردی در رؤیاهای خود               | ۱۹۸۸ | آری              | نه           | نه       |                    |
| سرزمین قبل از تاریخ                     | ۱۹۸۸ | آری              | نه           | نه       |                    |
| ایندیانا جونز و آخرین جنگ صلیبی         | ۱۹۸۹ | آری              | داستان       | نه       |                    |
| قاتل‌های رادیولند                        | ۱۹۹۴ | آری              | داستان       | نه       |                    |
| جنگ ستارگان: قسمت اول – تهدید شبح       | ۱۹۹۹ | آری              | آری          | آری      |                    |
| جنگ ستارگان: قسمت دوم – حمله کلون‌ها     | ۲۰۰۲ | آری              | آری          | آری      |                    |
| جنگ ستارگان: قسمت سوم – انتقام سیت      | ۲۰۰۵ | آری              | آری          | آری      |                    |
| ایندیانا جونز و قلمروی جمجمه بلورین     | ۲۰۰۸ | آری              | داستان       | نه       |                    |
| جنگ ستارگان: جنگ‌های کلون                | ۲۰۰۸ | آری              | نه           | نه       |                    |
| مسیر نینا فوخ برای فیلمسازان و بازیگران | ۲۰۱۰ | آری              | نه           | نه       | فیلم مستند ویدئویی |
| دم‌قرمزها                                | ۲۰۱۲ | آری              | نه           | نه       | [ ۸ ]              |
| جادوی عجیب                              | ۲۰۱۵ | آری              | داستان       | نه       |                    |
| ایندیانا جونز و گردانه سرنوشت           | ۲۰۲۳ | آری              | نه           | نه       |                    |

## نقش در توسعهٔ فناوری سینما
لوکاس از پیشگامان تحول فناوری در صنعت سینما به‌شمار می‌رود. او شرکت Industrial Light & Magic را برای خلق جلوه‌های ویژهٔ نوآورانه تأسیس کرد و سیستم صدای THX را برای استانداردسازی کیفیت صوتی در سینماها توسعه داد.
فیلم حملهٔ کلون‌ها (۲۰۰۲) نخستین فیلم بلند هالیوودی بود که به‌طور کامل با دوربین دیجیتال ضبط شد و نقطهٔ عطفی در گذار به سینمای دیجیتال محسوب می‌شود.

## همکاری‌ها و مشارکت‌های هنری
لوکاس در طول فعالیت حرفه‌ای خود با هنرمندان برجسته‌ای همکاری داشته‌است. از جمله همکاری با فرانسیس فورد کوپولا در تأسیس American Zoetrope و تولید فیلم American Graffiti، و همکاری با جیم هنسن در ساخت فیلم Labyrinth که به‌عنوان اثری پیشگام در جلوه‌های ویژه شناخته می‌شود.
همچنین همکاری با جان ویلیامز، آهنگ‌ساز برجسته، در تمامی آثار مجموعه‌های جنگ ستارگان و ایندیانا جونز از نقاط قوت هنری آثار لوکاس به‌شمار می‌رود.

## دیدگاه هنری و الهامات فکری
جورج لوکاس در خلق مجموعهٔ جنگ ستارگان از منابع متعددی الهام گرفته‌است، از جمله اسطوره‌شناسی، فلسفهٔ شرقی، و آثار سینمایی کلاسیک. نظریهٔ «سفر قهرمان» جوزف کمپبل تأثیر عمیقی بر ساختار روایی این مجموعه داشته‌است.
لوکاس همچنین از آثار آکیرا کوروساوا، سریال‌های دههٔ ۱۹۳۰ مانند فلش گوردون، و فلسفهٔ تائوئیسم برای شکل‌دادن به مفاهیم بنیادین مانند «نیرو» بهره گرفته‌است.

## واکنش‌ها، نقدها و جنجال‌ها
برخی از تصمیم‌های هنری و تجاری جورج لوکاس با واکنش‌های گسترده‌ای از سوی منتقدان و طرفداران همراه بوده‌است. از جمله این موارد می‌توان به ویرایش نسخه‌های کلاسیک جنگ ستارگان، ساخت سه‌گانهٔ پیش‌درآمد و واگذاری Lucasfilm به شرکت دیزنی اشاره کرد.
در نسخه‌های بازبینی‌شدهٔ سه‌گانهٔ کلاسیک، تغییراتی مانند صحنهٔ «Han shot first» با انتقاد طرفداران مواجه شد. بسیاری از مخاطبان نسخهٔ اولیه را ترجیح می‌دادند و معتقد بودند که این تغییرات موجب تضعیف ویژگی‌های ضدقهرمانانهٔ شخصیت هان سولو شده‌است.
سه‌گانهٔ پیش‌درآمد، شامل تهدید شبح (۱۹۹۹)، حملهٔ کلون‌ها (۲۰۰۲) و انتقام سیت (۲۰۰۵)، نیز نقدهای متفاوتی دریافت کرد. شخصیت‌هایی مانند جار جار بینکس و سبک نگارش دیالوگ‌ها مورد انتقاد قرار گرفتند، هرچند برخی منتقدان از پیچیدگی‌های سیاسی و فلسفی داستان‌ها دفاع کردند.
در سال ۲۰۱۲، لوکاس شرکت Lucasfilm را به دیزنی واگذار کرد؛ تصمیمی که واکنش‌های مختلفی در پی داشت. وی در مصاحبه‌ای این واگذاری را «دردناک اما ضروری» توصیف کرده‌است. لوکاس همچنین از برخی تغییرات در مفاهیم اصلی مجموعه، از جمله مفهوم «نیرو»، ابراز نارضایتی کرده‌است.
در پاسخ به نقدها، لوکاس تأکید کرده‌است که آثارش را با هدف ارتباط با مخاطبان نوجوان تولید کرده‌است. وی هدف خود را انتقال مفاهیم انسانی و اخلاقی به نسل جوان عنوان کرده‌است.

## میراث و تأثیر
جورج لوکاس یکی از تأثیرگذارترین چهره‌ها در سینمای مدرن به‌شمار می‌رود. خلق مجموعهٔ جنگ ستارگان نه‌تنها شیوهٔ روایت‌پردازی تصویری را دگرگون کرد، بلکه مدل تجاری فیلم‌سازی را نیز متحول ساخت. لوکاس با بنیان‌گذاری شرکت Industrial Light & Magic (ILM)، نقش مهمی در توسعهٔ جلوه‌های ویژهٔ دیجیتال، طراحی صدا و سیستم‌های تدوین غیرخطی ایفا کرد. فناوری‌هایی که توسط ILM توسعه یافتند، بعدها در فیلم‌هایی چون پارک ژوراسیک و آواتار مورد استفاده قرار گرفتند.
روایت‌های لوکاس به‌شدت تحت تأثیر نظریه‌های جوزف کمپبل، اسطوره‌شناس آمریکایی، قرار داشتند؛ به‌ویژه مفهوم «سفر قهرمان» که در کتاب قهرمانی با هزار چهره مطرح شده‌است. این الگو ساختار روایی مجموعهٔ جنگ ستارگان را شکل داد و مضامین اسطوره‌ای جاودانه را در بستری علمی‌تخیلی جای داد.
تأثیر لوکاس بر نسل جدیدی از فیلم‌سازان نیز مشهود است. کارگردانانی چون جی. جی. آبرامز، رایان جانسون و دیو فیلونی با الهام از جهان‌بینی لوکاس، به گسترش مجموعهٔ جنگ ستارگان ادامه داده‌اند و او را به‌عنوان منبع الهام اصلی خود معرفی کرده‌اند.
فراتر از سینما، لوکاس رابطهٔ میان فیلم و محصولات جانبی را نیز دگرگون کرد. او مدلی را پایه‌گذاری کرد که در آن اسباب‌بازی‌ها، بازی‌ها و کالاهای کلکسیونی به بخش جدایی‌ناپذیر از هویت فرهنگی یک مجموعه تبدیل می‌شوند. این رویکرد کارآفرینانه، زمینه‌ساز شکل‌گیری امپراتوری‌های چندرسانه‌ای امروزی شد.